# Nick Broomfield
Pour les articles homonymes, voir Broomfield.
Nick Broomfield, né le 30 janvier 1948 à Londres, est un documentariste et réalisateur britannique.

## Biographie
Nick Broomfield réalisa, entre autres, le film documentaire Kurt and Courtney dans lequel il y examinait les circonstances du décès de Kurt Cobain (chanteur du groupe grunge Nirvana) en y incluant les allégations, infondées, sur l'éventuelle participation de Courtney Love. Le film concluait qu'il n'y avait pas assez de preuves pour affirmer que Kurt Cobain avait été assassiné par des membres de son entourage.
Réalisant très rapidement son erreur il conclut dès 1998 sur un plateau de TV que la thèse du suicide de Kurt Cobain était fondée et que Courtney Love, femme du chanteur de Nirvana, n'aurait tout simplement fait que manquer d'attention envers son mari.
Il est également connu pour avoir réalisé deux documentaires sur la tueuse en série américaine Aileen Wuornos :
- Aileen Wuornos: The Selling of a Serial Killer, (1992) documentaire de Nick Broomfield.
- Aileen: Life and Death of a Serial Killer, (2003) documentaire de Nick Broomfield & Joan Churchill.

Il réalise en 2007 sa première fiction, Battle for Haditha, un film sans scénario pré-écrit.
En 2014, il consacre de nouveau un documentaire à un tueur en série, Grim Sleeper, dans Tales of the Grim Sleeper (en).

## Documentaires
- Who Cares? (1971), le premier film de Broomfield, réalisé avec une caméra empruntée pour un travail d'étudiant.
- Proud to be British (1973)
- Behind the Rent Strike (1974)
- Juvenile Liaison (1975)
- Whittingham (1980)
- Fort Augustus (1981)
- Soldier Girls (1981)
- Tattooed Tears (1982)
- Chicken Ranch (1983)
- Lily Tomlin (1986)
- Driving me Crazy (1988)
- Diamond Skulls (1989)
- Juvenile Liaison II (1990)
- The Leader, His Driver and the Driver's Wife (1991)
- Aileen Wuornos: The Selling of a Serial Killer (1992)
- Monster in a Box (1992)
- Tracking Down Maggie (1994)
- Heidi Fleiss: Hollywood Madam (1995)
- Fetishes (1996)
- Kurt and Courtney (1998)
- Biggie and Tupac (2002)
- Aileen: Life and Death of a Serial Killer (2003)
- His Big White Self (2006)
- Ghosts (2006)
- Sarah Palin: You Betcha! (2011)
- Sex: My British Job (2013)
- A Time Comes (2009)[1]
- Tales of the Grim Sleeper (2014)[2]
- Going Going Gone (2016)[3]
- Whitney: Can I Be Me (2017)
- Marianne and Leonard: Words of Love (2019)

## Fictions
- Battle for Haditha (2007)

## Autres œuvres
En 1999, Broomfield réalisa une série de cinq publicités pour Volkswagen. Chacune d'entre elles reprenait la voix retentissante de Broomfield (qui est sa "marque de fabrique") "enquêtant" sur des rumeurs à propos de la prochaine sortie de la Volkswagen Passat.

## Récompenses
- Prix de l'Académie Britannique des Arts de la Télévision et du Cinéma (British Academy of Film and Television Arts)
- Prix Italia
- Prix du Journalisme Remarquable de la Dupont Columbia
- Le Peabody
- Prix de la Société Royale de Télévision
- Premier Prix, Sundance Film Festival
- Prix John Grierson
- Prix Robert Flaherty
- Prix de Paix de la Haye
- Prix Chris
- Coquille d'argent du meilleur réalisateur, Festival de San Sebastián
- Le Ruban Bleu
- Prix de l'État de Californie
- Premier Prix, Festival du Film de Chicago
- Premier Prix, Festival du Film des États-Unis
- Premier Prix, Festival de Mannheim
- Premier Prix, Festival de Popoli
- Prix Spécial du Jury, Festival du Film de Melbourne

Broomfield reçut également un hommage de l'Académie Britannique des Arts de la Télévision et du Cinéma (British Academy of Film and Television Arts) le 8 mars 2005.

## Consulter également
- Documentaire
- Cinéma vérité